# Rechener Park

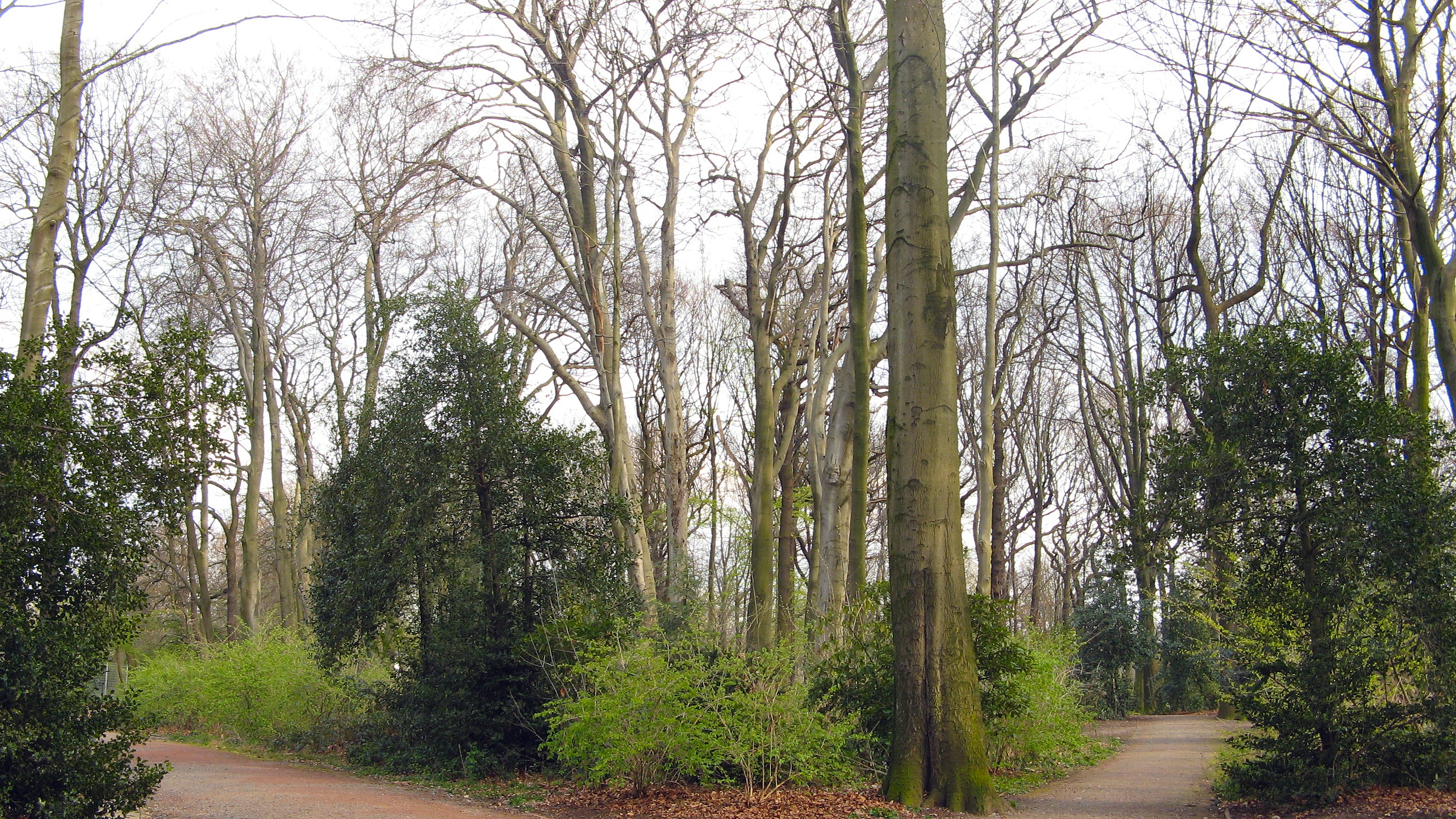
Rechener Park, April 2008

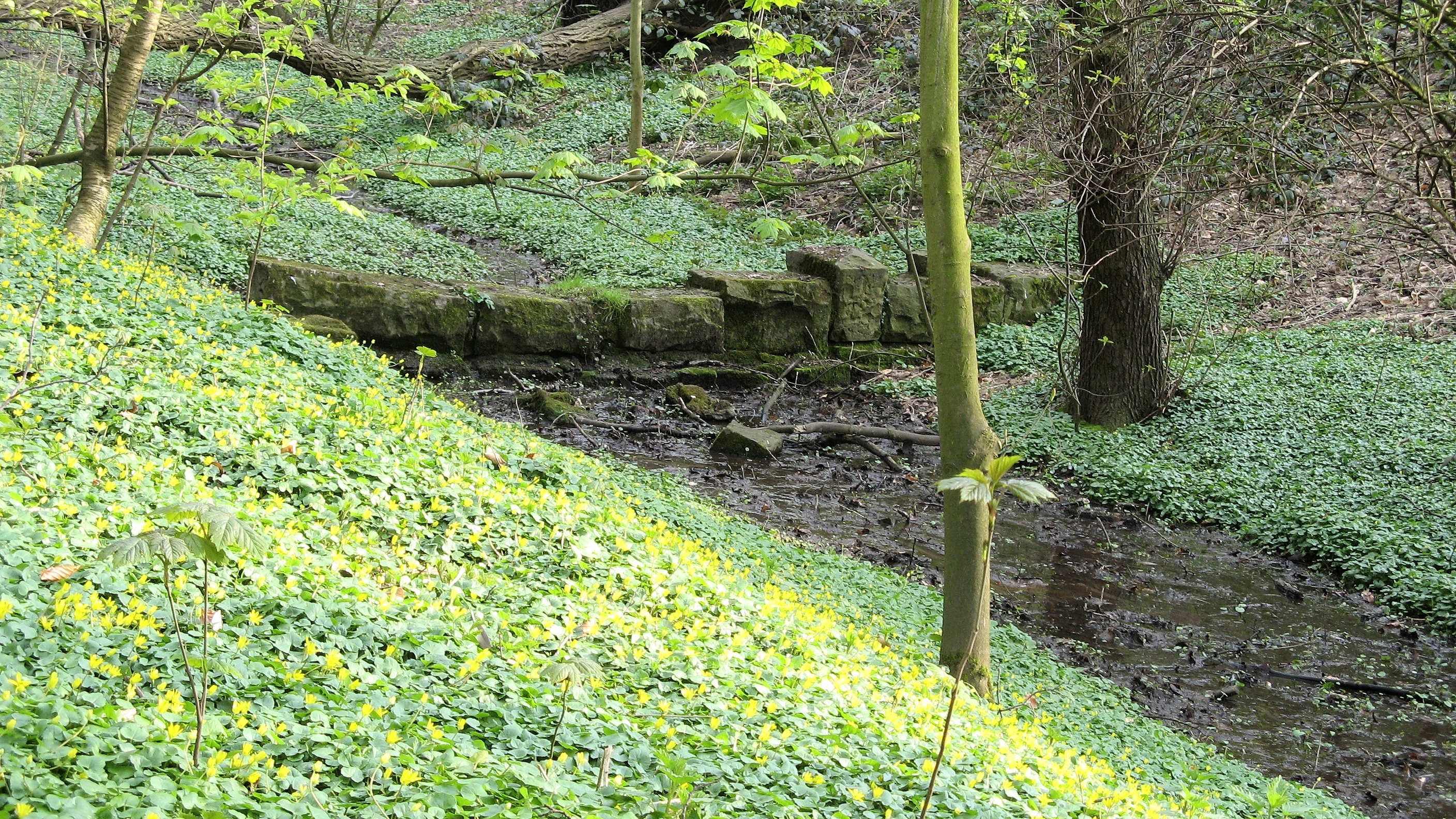
Bach im Rechener Park

Der Rechener Park, bis in die 1980er auch Südpark genannt, ist ein Park im Stadtteil Ehrenfeld von Bochum. 

## Lage
Er befindet sich westlich und östlich der Königsallee. Nach Süden hin wird er durch den Waldring begrenzt. An ihm liegen im westlichen Teil angrenzend die Schiller-Schule und das Graf-Engelbert-Gymnasium Bochum; östlich grenzt die Drusenbergschule und die Brüder-Grimm-Schule an. 

## Geschichte
Unweit des heutigen Parks befand sich der Adelssitz Haus Rechen. Der Park wurde ab 1912 aus dem Rechener Busch entwickelt, welcher zu den Waldungen des Adelssitzes gehörte.  
In der Anfangszeit gab es einen Bach und einen Wasserfall im Park und ein Ausflugslokal. Auch fand man hier acht moderne städtische Tennisplätze mit Nebenanlagen.
Die Tennisplätze wurden auf Anordnung des Gauleiters Giesler demontiert, um hier eine Waldschule für die Schülerinnen der Schillerschule zu errichten. Die Gauleitung hatte ihren Sitz in die Schule verlegt. Im Verwaltungsbericht der Stadt Bochum wird im Kapitel Bauwesen die Planung kritisch beleuchtet: „Nach einer geradezu unmöglichen Skizze von der Hand dieses Gauleiters mußte als Ersatz eine sog. Waldschule im Südpark geplant werden. Die Durchführung des Projekts hätte zudem eine erhebliche Abholzung erfordert. Jede Verringerung guten, alten Baumbestandes wird aber gerade im Industriegebiet besonders schmerzhaft empfunden. Glücklicherweise gelang es, die Planausführung solange hinauszuzögern, bis sie durch die Kriegsereignisse überholt und unmöglich gemacht worden war.“
Das historische Parkwächterhäuschen wurde 2017 abgerissen.